# Залитская волость
Залитская волость — административно-территориальная единица 3-го уровня в составе Псковского района Псковской области РФ, существовавшая в 1995—2005 годах. В 2005 году волость была упразднена в пользу межселенной территории Талабских (Залитских) островов и сельского поселения «Верхолинская волость». Последняя в свою очередь была упразднена в 2009 году в пользу Серёдкинской волости.

## Предыстория и Залитский сельсовет
В составе Псковского уезда Псковской губернии на момент 1914 года существовала Остенская волость с центром в деревне Большая Остенка (ныне слилась с д. Ершово) на территории современной Ершовской волости и южной части Серёдкинской волости. Населённый пункт Талабск (включая остров Верхний) на Талабских островах получил статус безуездного города и был наименован Сенатский указом от 25 октября 1820 года Александровский посад.
После революции, в октябре 1917 года, Александровский посад был переименован а Талабскую волость, в ноябре 1919 года —  в Залитскую волость
В 1924 году Остенская, Залитская и ряд других упразднённых волостей были преобразованы в сельсоветы и вошли в состав укрупнённой Псковской волости Псковского уезда Псковской губернии РСФСР.
Постановлением Президиума ВЦИК РСФСР от 1 августа 1927 года в составе новообразованного Псковского района были образованы Залитский и Великопольский (д.Великое Поле) и др. сельсоветы. Указом Президиума Верховного Совета РСФСР от 16 июня 1954 года Великопольский, Лиховский и Ольгинопольский сельсоветы были объединены в Верхолинский сельсовет (д. Верхолино).

## Залитская волость
Постановлением Псковского областного Собрания депутатов от 26 января 1995 года территории сельсоветов были переименованы в волости, в том числе Залитский и Верхолинский сельсоветы были переименованы в Залитскую и Верхолинскую волости.

## Население
Численность населения Залитской волости по переписи населения 2002 года составила 416 жителей (по оценке на начало 2001 года — 403 жителей).

## Населённые пункты
Список населённых пунктов Залитской волости по состоянию на 1 января 2001 года и изменение их административной принадлежности с 2005 и 2009 годов:
| # | деревня                        | 2000 , чел. | после 2005 г.                             | после 2009 г.                             |
| - | ------------------------------ | ----------- | ----------------------------------------- | ----------------------------------------- |
| 1 | о. Залит (д.Остров-Залит)      | 267         | межселенная территория Талабских островов | межселенная территория Залитских островов |
| 2 | о. Белов (д.Остров им. Белова) | 59          | межселенная территория Талабских островов | межселенная территория Залитских островов |
| 3 | д. Мешоколь                    | 20          | Верхолинская волость                      | Серёдкинская волость                      |
| 4 | д. Толбица                     | 57          | Верхолинская волость                      | Серёдкинская волость                      |

Согласно Закону Псковской области «Об установлении границ и статусе вновь образуемых муниципальных образований на территории Псковской области» от 28 февраля 2005 года № 420-ОЗ Залитская волость была упразднена в пользу сельского поселения «Верхолинская волость» и межселенной территории Талабских островов (с 3 ноября 2006 года — территории Залитских островов). В соответствии с поправками от 5 ноября 2009 года (№ 911-ОЗ) деревни упразднённой Верхолинской волости вошли в состав Серёдкинской волости, включая деревни Толбица и Мешоколь.